# 13. Sinfonie (Schostakowitsch)
Die Sinfonie Nr. 13 in b-Moll op. 113 „Babi Jar“ ist eine Sinfonie von Dmitri Schostakowitsch in fünf Sätzen für Bass, Männerchor und Orchester. Die Sinfonie entstand 1961–1962. Der Text stammt von Jewgeni Jewtuschenko.
Seit seiner dritten Sinfonie hatte Schostakowitsch auf die Einbeziehung der menschlichen Stimme verzichtet, die nun mit dem Gesangssolisten und dem überwiegend einstimmig singenden Chor kritische Texte Jewgeni Jewtuschenkos vorträgt. Im gewichtigen ersten Satz wendet er sich gegen den Antisemitismus in der Sowjetunion und geht in einem weiten thematischen Bogen auch auf andere Ereignisse der Judenfeindschaft seit dem Auszug aus Ägypten ein.

## Werkgeschichte
Schostakowitsch komponierte seine 13. Sinfonie auf der Grundlage des im September 1961 in der sowjetischen Zeitung Literaturnaja gaseta erschienenen Gedichts Babi Jar von Jewgeni Jewtuschenko. Dies stellte die neue Stimme der Sowjetkultur dar, welche die sowjetische Gesellschaft offen kritisierte. Das Gedicht ist eine Stellungnahme gegen den Antisemitismus in der UdSSR, der sich in einer von offizieller Seite angewandten Verleugnungsstrategie zeigte, mittels derer man wiederholt alle Pläne blockierte, an der Stelle des deutschen Massakers von Babij Jar (1941) ein Denkmal zu errichten. Von den Tausenden, die während der Nazi-Besatzung in der Schlucht vor den Toren Kiews ermordet wurden, waren die meisten ukrainische Juden. Der Antisemitismus war tief in der sowjetischen Kultur verankert und er meldete sich nach einer kurzen Pause in der Nachkriegszeit, die mit Josef Stalins offizieller Anerkennung des neuen Staates Israel zusammenfiel, als Groll und Empörung gegenüber jeder Andeutung wieder, wonach die Juden während des Krieges mehr hätten leiden müssen als die „eingeborenen“ Russen und Ukrainer.
Schostakowitsch war 1961 der wohl bedeutendste Komponist der Sowjetunion und deshalb auch ihr wichtigster nationaler und internationaler kultureller Repräsentant. Er reiste als Mitglied offizieller und kultureller Delegationen in die USA, wobei er erst ein Jahr zuvor aufgrund intensiven Drucks der KPdSU beigetreten war. Auch wenn dieser offizielle Rang Vorteile mit sich brachte, war er für Schostakowitsch von Nachteil, da die Mitgliedschaft sein Ansehen, vor allem in der jüngeren Generation sowjetischer Künstler, schwächte. Er hatte sich zwar während und nach der Stalin-Zeit hinter den Kulissen für Menschen eingesetzt, die inhaftiert waren oder in schwierigen Umständen lebten, wurde aber als eine Figur der Obrigkeit erachtet.
Aufgrund dieser unbehaglichen Situation in Schostakowitschs Leben entstanden einige seiner größten Werke. Bemerkenswert ist, dass er der jüngeren Generation, wie sie z. B. Jewtuschenko repräsentierte, die Hand reichte und sich in den Sechzigern nochmals, wie bereits in den Dreißigern und Vierzigern während der stalinistischen Säuberungsaktionen und des Krieges, als eloquenter Wortführer erwies.
Seine 13. Sinfonie konnte sich so dauerhaft behaupten wie sonst kein anderes Werk aus dieser Zeit. Schostakowitsch fühlte sich in dieser Zeit, als man in einer großen technischen Operation dabei war, die Schlucht zuzuschütten, sofort von dem humanitären Ethos des Gedichts Бабий Яр angezogen.
Chruschtschows Regierung wollte um jeden Preis alle Beweise für das Massaker beseitigen, sodass schließlich eine Straße darüber hinweg gebaut wurde. Mit der ersten Zeile: „Es steht kein Denkmal über Babij Jar“ (Над Бабьим Яром памятников нет, Nad Babim Jarom pamjatnikow net) zeigt der Finger des Anklägers direkt auf die Verantwortlichen, da es bis 1966 gar kein Denkmal gab und ein dauerhaftes  erst 1991 errichtet wurde. Man unterstellte Jewtuschenko nach der Veröffentlichung von Babij Jar, die eine Hasskampagne gegen ihn auslöste, er fordere damit zum Rassenhass auf. Die Sensibilität gegenüber dem Gegenstand führte, ungeachtet der Parteimitgliedschaft des Komponisten, beinahe zur Absage der Uraufführung. Der erste in einer Reihe von Rückschlägen kam, als der Dirigent Jewgeni Mrawinski, der Schostakowitschs letzte acht Sinfonien uraufgeführt hatte, sich weigerte, das neue Werk zu dirigieren. Der Basssolist war bei der Hauptprobe nicht zu finden, sodass Witali Gromadski einspringen musste. Sogar noch in dieser späten Phase versuchten die sowjetischen Kulturverantwortlichen die Musiker zur Absage der Premiere zu bewegen, doch diese weigerten sich. Außerdem wurde während der Bemühungen, die bevorstehende Uraufführung zu verheimlichen, keine Reklame betrieben.

## Die Sätze
1. Бабий Яр (Babij Jar): Adagio
2. Юмор (Humor): Allegretto
3. В магазине (Im Laden): Adagio
4. Страхи (Ängste): Largo
5. Карьера (Eine Karriere): Allegretto

Ursprünglich wollte Schostakowitsch nur Babij Jar vertonen, aber als Jewtuschenko ihm einen seiner Gedichtbände gab, wählte er die drei der vier weiteren Werke Humor, Im Laden und Eine Karriere aus. Ängste wurde vom Dichter extra für Schostakowitsch geschrieben, der sich von der Botschaft des Textes angezogen fühlte, auch wenn er ihn „recht lang und ein wenig zu wortreich“ fand.
Der erste Satz geht über das Massaker von Babyn Jar hinaus und umkreist das Leiden der Juden in einem thematisch weiten Bogen vom Auszug aus Ägypten, der Dreyfus-Affäre, dem Pogrom von Białystok im Jahre 1906 bis zum Schicksal Anne Franks.
Die weiteren Gedichte stellen eigene Aspekte des sowjetischen Lebens dar:
Ängste warnt vor Selbstgefälligkeit und erinnert an die Zeit unter Stalin, Im Laden ist ein ehrfurchtsvoller Tribut an die sowjetischen Frauen, Humor und Eine Karriere haben satirischen Inhalt, denn es wird die Macht des Witzes über die Autorität beschrieben und es werden die verspottet, die versuchen, sich selbst damit einzuschmeicheln.
Die Aufführungsdauer liegt bei ca. 60–70 Minuten.

## Die Uraufführung und ihre Folgen
Trotz allem wurde die Uraufführung, die am 18. Dezember 1962 unter der Leitung von Kirill Kondraschin mit dem Bass Witali Gromadski im Großen Saal des Moskauer Konservatoriums stattfand, mit einer gewaltigen Ovation aufgenommen. Nach der zweiten Aufführung der 13. Sinfonie (am 20. Dezember am selben Ort) zwang man Schostakowitsch und Jewtuschenko, Textänderungen in Babij Jar vorzunehmen. Zum einen sollte das Leiden der Juden auf das gesamte russische Volk verlagert werden und zum anderen die Hinweise auf das Massaker gegen Ende des Gedichts vollkommen gestrichen werden. Falls Schostakowitsch nicht mit diesen Revisionen einverstanden gewesen wäre, hätte man weitere Aufführungen des Werkes verboten.
Die Partitur mit dem wiederhergestellten Originaltext wurde erst 1970 veröffentlicht.
Das zweite Konzert am 20. Dezember 1962 wurde aufgezeichnet und erschien als CD 1993 bei Russian Disc. Seit 2014 ist sie bei Praga Digitals erhältlich.